# Riva Krymalowski
 (décembre 2021).
Riva Krymalowski est une actrice suisse née en 2008. 

## Biographie
En 2019, Riva Krymalowski a joué son premier rôle au cinéma dans Quand Hitler s'empara du lapin rose, alors qu'elle n'a aucune expérience d'acteur, autre qu'un petit rôle dans la mini-série Familie!, au casting de la réalisatrice Caroline Link dans le rôle principal.

## Filmographie
- 2016 : Familie!
- 2019 : Babylon Berlin
- 2019 : Quand Hitler s'empara du lapin rose